# Major non-NATO ally

Von den Vereinigten Staaten (dunkelgrün) als wichtigste Nicht-NATO-Verbündete bezeichnete 20 Staaten (orange), außerdem ehemals so bezeichnete (gelb) sowie die anderen NATO-Mitglieder (blaugrau) (Stand Juli 2024).

Major non-NATO ally (MNNA, deutsch „wichtiger Nicht-NATO-Verbündeter“) ist eine von der Regierung der Vereinigten Staaten von Amerika vergebene offizielle Bezeichnung für eine Reihe von Ländern, die besonders enge diplomatische und strategische Beziehungen zu den Vereinigten Staaten pflegen, aber aus verschiedenen Gründen nicht Mitglied der NATO sind. Die Vergabe dieser Bezeichnung ist nicht mit einem Verteidigungsbündnis gleichzusetzen, gewährt den ausgesuchten Ländern aber gewisse Vorteile, die anderen Staaten außerhalb der NATO andernfalls nicht zuteil würden.

## Geschichte
Der Status eines Major non-NATO ally wurde 1987 in Folge der Verabschiedung des International Narcotics Control Acts geschaffen. Der Zusatz Section 2350a des Titel 10 (Militär) des United States Codes legte fest, dass der Verteidigungsminister in Übereinstimmung mit dem Außenminister mit Ländern, die nicht Mitglieder der NATO sind, Abkommen über gemeinsame Forschung und Entwicklungsprojekte abschließen konnte. Anfängliche MNNAs waren Australien, Ägypten, Israel, Japan und Südkorea. Im Jahre 1996 erhielten diese Verbündeten gemäß dem Zusatz 2321k zur Bundesgesetzgebung zur Außenpolitik (Titel 22 USC) darüber hinaus militärische und finanzielle Zuwendungen. Der Zusatz gewährt ihnen z. B. Ausnahmen von nationalen Rüstungexportbeschränkungen und ermöglichte die Ernennung eines MNNA durch den Präsidenten, solange er den Kongress davon in Kenntnis setzt und danach eine Frist von 30 Tagen einhält.
Reagans Nachfolger George H. W. Bush ernannte als einziger seither amtierender Präsident keine neuen Staaten. Erst 1996, also neun Jahre später, fügte Bill Clinton einen sechsten Staat hinzu (Jordanien). Seither hat jeder Präsident mindestens einen Staat ergänzt.
Im Jahr 2021 wurde aufgrund der Machtübernahme der Taliban mit Afghanistan erstmals einem Land der Status wieder entzogen.

## Mögliche Vorzüge
Als wichtige Nicht-NATO-Mitglieder gelistete Nationen dürfen Anspruch auf folgende Vergünstigungen erheben:
- Aufnahme von und Eintritt in gemeinsame Forschungs- und Entwicklungsprojekte mit dem Pentagon in Co-Finanzierung
- Leihe von Ausrüstung und Ressourcen, die dafür benötigt werden
- Teilnahme an bestimmten Anti-Terror-Maßnahmen
- Kauf von panzerbrechender Munition mit abgereichertem Uran
- prioritäre Vergabe von überschüssig produzierten militärischen Gütern, in der Größenordnung von Rationen bis zu Schiffsladungen
- Besitz von War Reserve Stocks
- Erlaubnis, amerikanische Kredite und Hilfen für den Kauf oder die Leihe von Rüstungsgütern zu verwenden
- gegenseitige militärische Ausbildung
- bevorzugte Belieferung mit Weltraumtechnologie
- Teilnahmeerlaubnis für Firmen dieser Länder an Ausschreibungen des amerikanischen Verteidigungsministeriums für bestimmte Wartungs- und Reparaturaufträge

## Gelistete Staaten

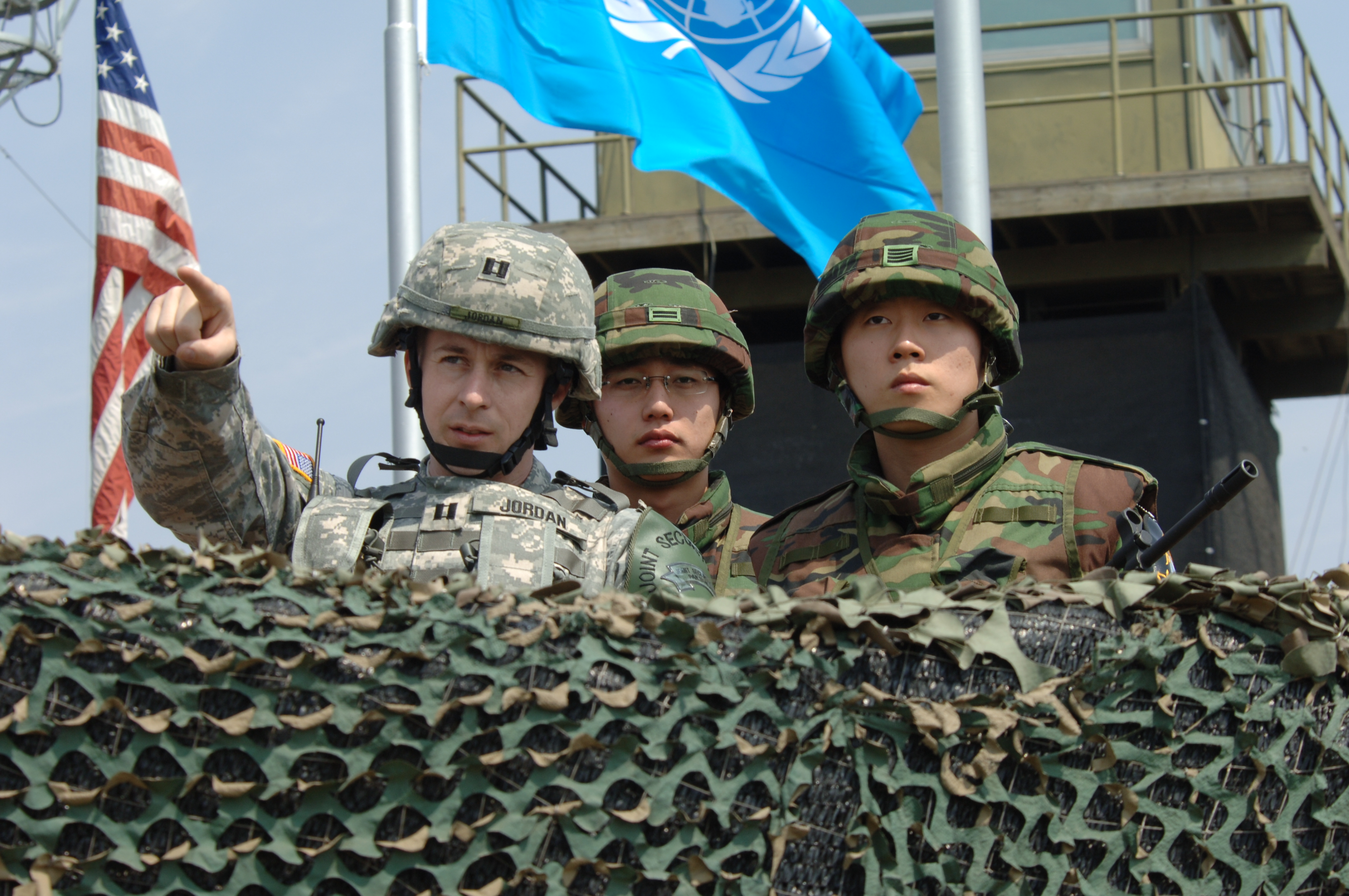
Südkoreanische und amerikanische Soldaten an der demilitarisierten Zone Koreas

Als wichtige Nicht-NATO-Mitglieder sind bzw. waren (grau hinterlegt) folgende Staaten gelistet mit Jahr der Statusvergabe:
| Präsident      | Staat             | Jahr        | Note          |
| -------------- | ----------------- | ----------- | ------------- |
| Ronald Reagan  | Australien        | 1987        | [ 6 ]         |
| Ronald Reagan  | Ägypten           | 1987        | [ 6 ]         |
| Ronald Reagan  | Israel            | 1987        | [ 6 ]         |
| Ronald Reagan  | Japan             | 1987        | [ 6 ]         |
| Ronald Reagan  | Südkorea          | 1987        | [ 6 ]         |
| Bill Clinton   | Jordanien         | 1996        | [ 7 ]         |
| Bill Clinton   | Neuseeland        | 1997        | [ 8 ]         |
| Bill Clinton   | Argentinien       | 1998        | [ 9 ]         |
| George W. Bush | Bahrain           | 2002        | [ 10 ]        |
| George W. Bush | Philippinen       | 2003        | [ 11 ]        |
| George W. Bush | Taiwan (de facto) | 2003        | [ 12 ]        |
| George W. Bush | Thailand          | 2003        | [ 13 ]        |
| George W. Bush | Kuwait            | 2004        | [ 14 ]        |
| George W. Bush | Marokko           | 2004        | [ 15 ]        |
| George W. Bush | Pakistan          | 2004        | [ 16 ]        |
| Barack Obama   | Afghanistan       | 2012 – 2022 | [ 17 ] [ 18 ] |
| Barack Obama   | Tunesien          | 2015        | [ 19 ]        |
| Donald Trump   | Brasilien         | 2019        | [ 20 ]        |
| Joe Biden      | Kolumbien         | 2022        | [ 21 ]        |
| Joe Biden      | Katar             | 2022        | [ 22 ]        |
| Joe Biden      | Kenia             | 2024        | [ 23 ]        |